# Vollröhrentechnologie
Als Vollröhre bezeichnet man umgangssprachlich, vor allem im Gitarren-, E-Bass- und Audiobereich, Verstärker, die sowohl in der Vor- als auch der Endstufe auf Röhrentechnik aufbauen.

## Weitere technische Ansätze
Im Gegensatz dazu steht die Transistortechnik. Außerdem gibt es Mischformen wie die Hybridtechnik, bei der eine Röhrenvorstufe mit einer Transistorendstufe (seltener auch eine Transistorvorstufe mit einer Röhrenendstufe) kombiniert werden.
Ein weiteres Feld sind Amp-Modeller, die auf digitalem oder analogem Wege mehr oder weniger authentisch versuchen, den Klang anderer Gitarrenverstärker zu simulieren. Solche Geräte verfügen mindestens über einen Line-Ausgang zum Anschluss an ein Audio-Mischpult oder ähnliches.

## Hersteller
Hersteller von Vollröhrenverstärkern im Gitarren- und E-Bass-Bereich sind unter anderem die Firmen Marshall, Fender, Engl, Mesa/Boogie, Ampeg und Orange.
Hersteller von Transistorenverstärkern für Gitarristen sind unter anderem die Firmen Roland, Peavey und Laney. Der erste Hersteller von Hybridamps war Hughes & Kettner. Der erste Hersteller von Modelling-Verstärkern war Line 6. Mittlerweile bieten viele (auch der genannten) Hersteller Modelle mit verschiedenen Technologien an, so baut zum Beispiel die Firma Hughes & Kettner Verstärker in allen vier Bauweisen.